# Phoenicoprocta jamaicensis
Phoenicoprocta jamaicensis là một loài bướm đêm thuộc phân họ Arctiinae, họ Erebidae.